# Tučapy (okres Tábor)
Tučapy jsou obec v okrese Tábor v Jihočeském kraji. Leží zhruba sedm kilometrů severovýchodně od Soběslavi a sedmnáct kilometrů jihovýchodně od Tábora. Skrze Tučapy protéká Černovický potok. Žije zde 813 obyvatel.

## Historie
První písemná zmínka o obci pochází z roku 1354.

## Obyvatelstvo
| Rok            | 1869  | 1880  | 1890  | 1900  | 1910  | 1921  | 1930  | 1950 | 1961  | 1970 | 1980 | 1991 | 2001 | 2011 | 2021 |
| -------------- | ----- | ----- | ----- | ----- | ----- | ----- | ----- | ---- | ----- | ---- | ---- | ---- | ---- | ---- | ---- |
| Počet obyvatel | 1 600 | 1 676 | 1 485 | 1 319 | 1 296 | 1 324 | 1 192 | 944  | 1 025 | 888  | 863  | 831  | 834  | 780  | 782  |
| Počet domů     | 217   | 219   | 225   | 225   | 224   | 219   | 239   | 263  | 252   | 254  | 253  | 330  | 336  | 351  | 368  |

## Obecní správa

### Části obce
- Brandlín
- Dvorce
- Tučapy

K obci také patří osada Krotějov na silnici do Soběslavi.

### Obecní symboly
Znak a vlajka byly obci uděleny rozhodnutím předsedy Poslanecké sněmovny Parlamentu České republiky dne 11. května 2006.

## Pamětihodnosti

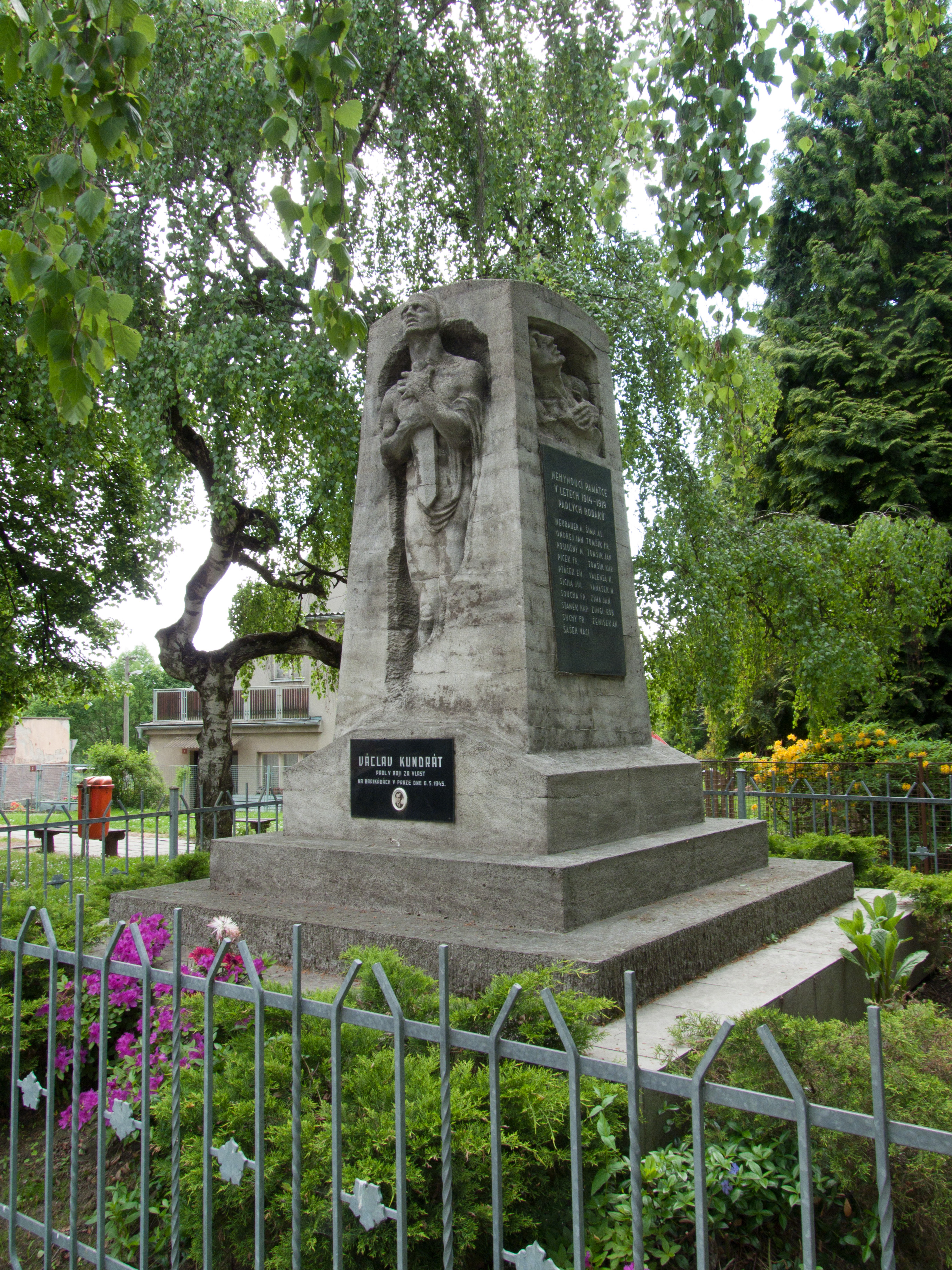
Pomník obětem světové války

### Kulturní památky
- Kostel svatého Jakuba Většího[7]
- Socha svatého Jana Nepomuckého[8]
- Výklenková kaplička na severozápadním okraji obce
- Zámek a přilehlý areál (Tučapy č.p.1)[9]
- Židovská škola
- Židovský hřbitov na jihozápadním okraji obce, u rybníka Smíchov

### Ostatní
- Pamětní desky k uctění památky Bedřicha Všemíra hraběte Berghtolda a světoznámého dirigenta Karla Ančerla (1908–1973), který se Tučapech narodil
- Pomník obětem světové války
- Výklenková kaplička Panny Marie z konce 18. století na křižovatce na severním cípu obce (zbouraná); Národní památkový ústav k tomu uvádí: „Původní výklenková kaple byla zničena při autohavárii v roce 2009. Památková ochrana byla zrušena v roce 2010. Nově vystavěná kopie kaple v posunuté poloze již není památkové chráněna.“[10]

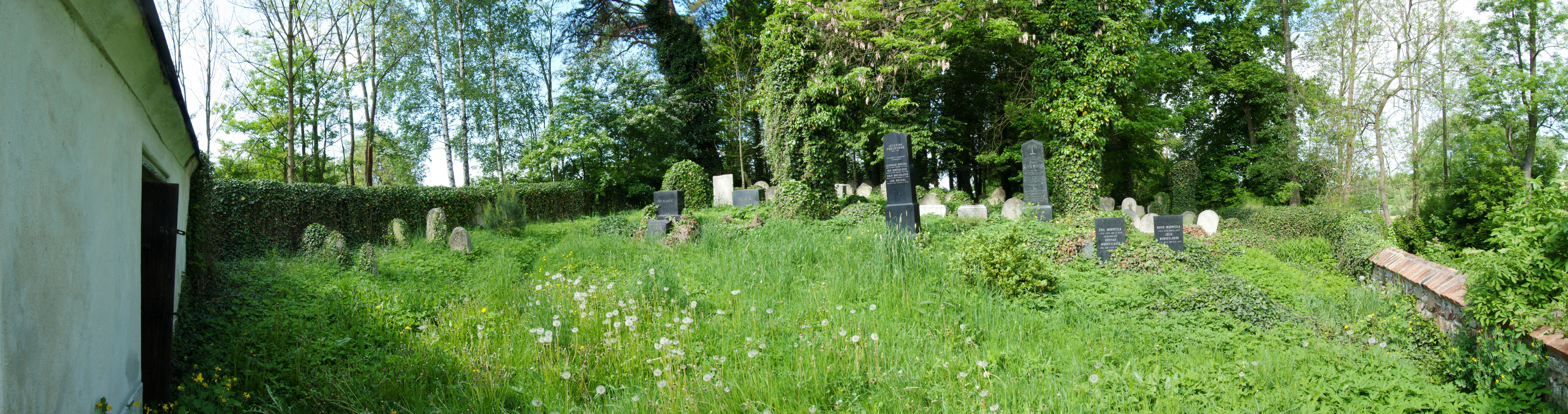
Židovský hřbitov v Tučapech